# Myrcia racemulosa
Myrcia racemulosa är en myrtenväxtart som beskrevs av Dc.. Myrcia racemulosa ingår i släktet Myrcia och familjen myrtenväxter. Inga underarter finns listade i Catalogue of Life.